# Volver Amar (álbum)
Volver Amar es el tercer álbum de estudio de la banda colombiana de rock latino Los de Adentro y el último con Sony Music, lanzado en 2004. Es el primer trabajo de la banda después de su separación en 2001.
Después de la grabación de este disco, el vocalista Joe Carvajal decide dejar la banda para comenzar una carrera solista bajo el nombre de José Matera.
| N.º | Título                        | Duración |  |
| 1.  | «No Más»                      | 3:15     |  |
| 2.  | «Tal Vez»                     | 3:44     |  |
| 3.  | «Nubes Negras»                | 4:07     |  |
| 4.  | «Tú y Yo»                     | 3:59     |  |
| 5.  | «Eres Mi Sol»                 | 4:16     |  |
| 6.  | «Cuando Me Fui de Este Lugar» | 5:49     |  |
| 7.  | «Sumergido»                   | 3:41     |  |
| 8.  | «Soledad»                     | 4:14     |  |
| 9.  | «Nunca Me Dejes Ir»           | 3:17     |  |
| 10. | «Recuerdos»                   | 3:40     |  |
| 11. | «Cada Lágrima Es Un Puente»   | 5:12     |  |